# Кувалдин, Александр Викторович
Александр Викторович Кувалдин (род. 16 марта 1974, Дмитров, Московская область) — российский хоккеист, нападающий. Мастер спорта России международного класса.

## Биография
Родился в городе Дмитрове Московской области в 1974 году. Вскоре родители получили квартиру в городе Лобня. Отец всю жизнь проработал кузнецом на заводе НИКИМП в Бескудниково, имеет два ордена, которыми награждали Леонид Брежнев и Юрий Андропов.
На коньки встал в 3-4 года, играл в хоккейной коробке, сделанной родителями. В возрасте шести лет вместе с командой занял третье место на областном турнире «Золотая шайба». После турнира в числе пяти игроков был принят в школу московского «Динамо», тренером был Юрий Архипович Балашов. В 1991 году окончил СДЮШОР им. А. И. Чернышева. С сезона 1991/92 — в команде «Динамо-2». В сезоне 1993/94 дебютировал в главной команде, за которую играл вплоть до сезона 2003/04. В двух следующих сезонах играл за ХК МВД и «Химик» Воскресенск, после чего завершил карьеру из-за межпозвоночной грыжи.
Двукратный чемпион России (1995, 2000).
Участник чемпионата мира 2001 года.
Жена Мария, дочь Полина (род. в марте 2001). Семья живёт на родине жены, в Морозовске Ростовской области. Кувалдин познакомился с основателем торгового дома «Серебряный ручей» Юрием Заславским, открыл рыболовные магазины в Морозовске и Волгодонске.